# Тордина сіроголова
Торди́на сірощока (Pellorneum cinereiceps) — вид горобцеподібних птахів родини Pellorneidae. Ендемік Філіппін.

## Опис
Довжина птаха становить 13 см, вага 22–26 г. Тім'я і потилиця сірі, обличчя світло-сіре, під дзьобом темні "вуса". Верхня частина тіла, крила і хвіст охристо-коричневі. Нижня частина тіла біла, груди і боки жовтуваті. Дзьоб зверху сірий, знизу рожевий, лапи рожевуваті. Виду не притаманний статевий диморфізм.

## Поширення і екологія
Сіроголові тордини є ендеміками острова Палаван. Вони живуть у вологих рівнинних тропічних лісах і чагарникових заростях. Зустрічаються на висоті до 1300 м над рівнем моря.